# Internationella museidagen
Internationella museidagen är en internationell dag som hålls årligen omkring den 18 maj och koordineras av International Council of Museums (ICOM). Evenemanget belyser ett specifikt tema som ändras varje år och återspeglar ett relevant tema eller problem som museer står inför internationellt.
Den första internationella museidagen ägde rum 1977 efter att ICOM antog en resolution om att skapa ett årligt evenemang "i syfte att ytterligare förena museernas kreativa ambitioner och ansträngningar och uppmärksamma världspubliken på deras verksamhet." 
Varje år bjuds museer in internationellt för att delta i den Internationella museidagen. Detta för att främja museernas roll runt om i världen genom evenemang och aktiviteter relaterade till det årliga temat. Arbetet med nya teman varje år antogs för första gången 1992.

## Teman
- 2025 - The Future of Museums in Rapidly Changing Communities
- 2024 - Museums for Education and Research
- 2023 - Museums, Sustainability and Well-being
- 2022 – The Power of Museums
- 2021 – The Future of Museums: Recover and Reimagine
- 2020 – Museum for Equality: Diversity and Inclusion
- 2019 – Museums as Cultural Hubs: The Future of Tradition
- 2018 – Hyperconnected museum: New approaches, new publics
- 2017 – Museums and Contested Histories: Saying the unspeakable in museums
- 2016 – Museums and Cultural Landscapes
- 2015 – Museums for a Sustainable Society
- 2014 – Museum collections make connections
- 2013 – Museums (memory + creativity = social change)
- 2012 – Museums in a changing world. New challenges, new inspirations
- 2011 – Museum and memory: Objects tell your story
- 2010 – Museums for social harmony
- 2009 – Museums and tourism
- 2008 – Museums as agents of social change and development
- 2007 – Museums and universal heritage
- 2006 – Museums and young people
- 2005 – Museums bridging cultures
- 2004 – Museums and intangible heritage (Intangible cultural heritage)
- 2003 – Museums and friends
- 2002 – Museums and globalisation
- 2001 – Museums: building community
- 2000 – Museums for peace and harmony in society
- 1999 – Pleasures of discovery
- 1997–1998 – The fight against illicit traffic of cultural property
- 1996 – Collecting today for tomorrow
- 1995 – Response and responsibility
- 1994 – Behind the scenes in museums
- 1993 – Museums and indigenous peoples
- 1992 – Museums and environment